# Борисовський (Нижньотуринський міський округ)
Бори́совський (рос. Борисовский) — селище у складі Нижньотуринського міського округу Свердловської області.
Населення — 1 особа (2010, 11 у 2002).
Національний склад населення станом на 2002 рік: росіяни — 100 %.